# Wolfarian
Wolfarian je brněnská kapela založená v roce 2012, kombinující prvky symphonic metalu a folk metalu.
V jejich hudbě jsou dva protichůdně znějící hlasy: mužský growl a ženský zpěv. Dále se v jejich hudbě objevují klávesy, flétny a housle. Hojně využívanými prvky jsou změny tempa a tóniny. V textech se objevují témata oslavující historii, pohanskou mytologii, bitvy, lásku k přírodě a životu.

## Tvorba
Wolfarian mají na účtě demo Homecoming (2013) a dvě alba – Far away in the north (2015) a Beyond the ninth wave (2019).  Obě alba doprovází booklet vytvořený ilustrátorkou Miou Povedou.
Album Far away in the north je zaměřené zejména na vikingskou tematiku, skladby v něm tvoří chronologický příběh. Beyond the ninth wave, které bylo natočeno po mnoha personálních změnách, je spíše lyrické a zaměřuje se na kritiku přístupu k přírodě a životu, přičemž se na něj dívá pohledem starých Keltů. Nahrávání alba se účastnilo několik hostujících muzikantů, mimo jiné zpěvačka Malwina Szalega, flétnistka Lenka Jašková z kapely Emerald Shine a harfista Richmonde. Obě alba sklidila pozitivní ohlasy u recenzentů.

## Současní členové[4]
- Radek Krejčí – klávesy
- Hanka Hrubešová – zpěv
- Karel Peltán – growl, zpěv
- Kristýna Šindelková – housle
- Hanka Osifová – flétny
- Alexander Egorov – baskytara
- Rostislav Gregor – bicí
- Matěj Růžička – kytary